# Acontia margaritata
Acontia margaritata är en fjärilsart som beskrevs av Druce 1782. Acontia margaritata ingår i släktet Acontia och familjen nattflyn. Inga underarter finns listade i Catalogue of Life.